# Harper Lee
Nelle Harper Lee (Monroeville, Alabama, 28 de abril de 1926 – 19 de fevereiro de 2016) foi uma escritora norte-americana.
Ganhadora do Prémio Pulitzer de Ficção em 1961 pela sua obra de ficção To Kill a Mockingbird (Brasil: O Sol é Para Todos / Portugal: Por Favor, Não Matem a Cotovia ou Mataram a cotovia), seu livro logo se tornou um clássico da moderna literatura norte-americana. O enredo é baseado em suas observações de sua família e conhecidos, bem como nos eventos que ocorreram em sua cidade natal quando tinha 10 anos, em 1936. O livro lida com a irracionalidade das atitudes dos adultos mediante raça e classe social no sul dos Estados Unidos dos anos 1930 visto pelos olhos de duas crianças. 

## Biografia
Lee nasceu na cidade de Monroeville, no Alabama, em 1926. Era a filha caçula dentre os quatro filhos de Frances Cunningham e de Amasa Coleman Lee, editor de jornal e político. Seus pais escolheram seu nome do meio, Harper, em homenagem ao pediatra Dr. William W. Harper, de Selma, que salvou a vida de sua irmã, Louise. Seu primeiro nome, Nelle, é o nome de sua avó ao contrário.
Sua mãe era dona de casa e seu pai era um homem de negócios, advogado e editor de jornal que foi eleito para a Assembleia Legislativa do Alabama, servindo por vários mandatos, de 1926 a 1938. Seu pai era parente do general confederado Robert E. Lee. Lee tinha duas irmãs e um irmão: Alice Finch Lee (1911–2014), Louise Lee Conner (1916–2009) e Edwin Lee (1920–1951). Ainda que fosse bastante ligada às suas irmãs mais velhas, apenas com seu irmão Lee podia brincar, já que tinham idades parecidas. Lee também cresceu próxima a Truman Capote (1924–1984), visita frequente em sua casa em Monroeville nos verões de 1928 até 1934.
No ensino médio, na Monroe County High School, Lee se interessou por literatura inglesa, em parte por causa de sua professora. Formou-se em 1944 e junto da irmã, Alice, ela se matriculou no Huntingdon College, em Montgomery, onde estudou por um ano até se transferir para a Universidade do Alabama, em Tuscaloosa, onde estudou direito. Enquanto estudante, escreveu para o jornal da universidade, o The Crimson White e também para uma revista de humor, a Rammer Jammer. Porém, para a infelicidade de seu pai, Lee abandonou o curso de direito faltando apenas um semestre para a conclusão.
No verão de 1949, Lee ingressou num curso chamado "European Civilisation in the Twentieth Century", na Universidade Oxford, na Inglaterra, pago por seu pai que esperava reavivar o interesse da filha em direito.

## Carreira
Lee mudou-se para Nova York em 1949. Em 11 de julho de 1960 publicou O Sol É para Todos, tornando-se sucesso de público e crítica, e desde então nunca mais lançou um livro até que fosse descoberto o Vá coloque um vigia, escondido numa caixa, e lançado em 2015.
Em 2007 foi premiada com a "Medalha Presidencial da Liberdade dos Estados Unidos" por suas contribuições à literatura.

## Morte
Muito reservada, não dava entrevistas há anos. Lee morreu de causas naturais numa clínica para idosos em Monroeville, em 19 de fevereiro de 2016, aos 89 anos. Foi sepultada no jazigo da família no Cemitério Hillcrest, em Monroeville, ao lado dos seus pais e irmã. A eulogia foi realizada pelo seu amigo Wayne Flynt, e foi pré-aprovada por Lee.

## Na mídia
Harper Lee foi interpretada por Catherine Keener no filme Capote (2005), por Sandra Bullock no filme Infamous (2006), e por Tracey Hoyt no filme para TV Scandalous Me: The Jacqueline Susann Story (1998). Na adaptação de outras vozes de Capote, Other Rooms (1995), a personagem de Idabell Thompkins, que foi inspirado em memórias de Truman Capote de Harper Lee como uma criança, foi interpretado por Aubrey Dollar.

## Obras publicadas
- 1960 Brasil: O Sol é Para Todos / Portugal: Por Favor, Não Matem a Cotovia ou Mataram a cotovia - no original To Kill a Mockingbird
- 1961 Love--In Other Words revista Vogue
- 1961 Christmas to Me - revista McCalls
- 1965 When Children Discover America - revista McCalls
- 2015 Brasil: Vá, Coloque um Vigia / Portugal: Vai e põe uma sentinela - no original Go Set a Watchman